# Bodcaw
Bodcaw é uma cidade  localizada no estado americano de Arkansas, no Condado de Nevada.

## Demografia
Segundo o censo americano de 2000, a sua população era de 154 habitantes. 
Em 2006, foi estimada uma população de 121, um decréscimo de 33 (-21.4%).

## Geografia
De acordo com o United States Census Bureau, a localidade tem uma área de 7,8 km², dos quais 7,7 km² cobertos por terra e 0,1 km² cobertos por água. Bodcaw localiza-se a aproximadamente 109 m acima do nível do mar.

## Localidades na vizinhança
O diagrama seguinte representa as localidades num raio de 24 km ao redor de Bodcaw. 